# پلیس دیوانه ۳
پلیس دیوانه ۳: نشان سکوت (به انگلیسی: Maniac Cop III: Badge of Silence) یک فیلم اکشن و اسلشر آمریکایی محصول سال ۱۹۹۳ به نویسندگی لری کوئن و کارگردانی ویلیام لوستیگ است. این سومین و آخرین قسمت از مجموعه فیلم‌های پلیس دیوانه است.
این فیلم در ۷ ژوئیه ۱۹۹۳ در ایالات متحده منتشر شد. در حالی که پس از انتشار نقدهای منفی دریافت کرد، در سال‌های بعد مورد تحسین منتقدان قرار گرفت.